# Agapetus anatolicus
Agapetus anatolicus là một loài Trichoptera trong họ Glossosomatidae. Chúng phân bố ở miền Cổ bắc.